# Martin Ballesteros
Martin Ruben Ballesteros detto Pampero (Buenos Aires, 21 agosto 1966) è un fantino argentino.

## Carriera
Argentino di nascita, astigiano di adozione (ha vissuto per anni a Callianetto, frazione di Castell'Alfero), la carriera di Ballesteros nel mondo delle corse a pelo iniziò nel 1991, quando vinse il suo primo Torneo Equestre del Monferrato per il Comune di San Damiano. Lo stesso comune lo fece esordire al Palio di Asti di quell'anno, ma la sua prima partecipazione al Palio che nel bene e nel male lo vedrà protagonista si concluse con un'eliminazione in batteria.
Dopo la prima affermazione nella rassegna equestre monferrina L'Argentino(questo era il suo soprannome a inizio carriera) dovette attendere tre anni prima di cogliere il suo primo successo in un Palio: accadde a Legnano nel 1994, quando vinse per la contrada Sant'Erasmo. A questa vittoria seguì il secondo successo al Torneo equestre del Monferrato, dopo la quale, però, arrivò un periodo opaco in cui Ballesteros non riuscì a cogliere nuove vittorie. Questo periodo si interruppe nel 1998 quando, dopo aver vinto a Legnano (nuovamente per Sant'Erasmo), ebbe l'occasione di esordire al Palio di Siena per il Leocorno. Vittoria poi nel 1999 al Palio di Legnano per la Contrada di San Magno.
Due anni dopo arriva, finalmente, il successo al Palio di Asti: Ballesteros vinse per il Borgo Santa Maria Nuova, spezzando un digiuno che durava dalla storica vittoria di Luigi Sassano (unico fantino di riserva ad aver vinto un Palio di Asti) del 1972. Il momento d'oro del fantino argentino proseguì l'anno successivo, quando si aggiudicò il suo quarto Torneo Equestre del Monferrato.
L'anno successivo corse il Palio di Asti per il Borgo Tanaro Trincere Torrazzo, cogliendo il suo secondo successo in Piazza Alfieri. Il 2003, invece, fu l'anno che vide Ballesteros protagonista al Palio di Asti di un episodio rimasto nella storia e che ha scatenato polemiche durate anni: confermato dal Borgo Tanaro per il Palio di quell'anno, il fantino argentino in un disperato tentativo di aggiudicarsi la vittoria ai danni del Rione San Secondo, acerrimo rivale dei lungofiume, afferrò le briglie del cavallo dei galletti, montato da Valter Pusceddu detto Bighino. Ballesteros arrivò primo al traguardo, ma il suo gesto era stato colto dai giudici e dalle telecamere poste sul percorso: come conseguenza, il Pampero fu squalificato per due anni, Tanaro fu estromesso dall'ordine di arrivo e la vittoria andò al Rione Santa Caterina, portatosi in seconda posizione proprio negli ultimi metri di corsa. La travagliatissima edizione 2003 del Palio di Asti si concluse quindi, del tutto inusualmente con una vittoria "a tavolino".
Questa squalifica segnò l'inizio di un periodo di appannamento (contrassegnato, tra l'altro, da una squalifica al Palio di Legnano del 2005), l'ennesimo di una carriera costellata da luci e ombre, durante il quale riportò solo una vittoria al Palio di Bientina. In questo periodo, Pampero ha anche preso parte al Palio di Castiglion Fiorentino arrivando 2º per il Rione Cassero nel 2004.
Nel 2006, la carriera di Ballesteros ha fatto segnare un'inversione di tendenza, con le vittorie al Palio di Bientina e al Palio di Feltre, mentre al Palio di Castiglion Fiorentino ha ottenuto un anonimo 5º posto. Nello stesso anno, scontata la squalifica, ha corso nuovamente ad Asti, rimediando però un'eliminazione in batteria.
Nel 2007 ha preso parte al Palio di Ferrara per la Contrada San Benedetto montando Fujan de Ozieri, ma la corsa non l'ha visto protagonista, vista l'immediata caduta alla mossa. Ha inoltre preso parte al Palio di Castiglion Fiorentino per il Rione Cassero montando Giunko, dove ha ottenuto un anonimo 4º posto. Ha invece vinto per la terza volta, la seconda consecutiva con lo stesso cavallo del 2006 Full Metal, il Palio di Bientina per la Contrada Puntone. Ha inoltre conquistato il 3º posto in finale ad Asti per il Rione San Paolo.

## Soprannome
Il soprannome di Pampero in sostituzione di Argentino gli è stato dato per distinguerlo da Victor Ramon Barrionuevo e da Jorge Osvaldo Cordon, fantini in attività al Palio di Siena nel XX secolo e noti entrambi col soprannome di Argentino.

## Presenze al Palio di Siena
| Palio          | Contrada | Cavallo    | Note   |
| -------------- | -------- | ---------- | ------ |
| 2 luglio 1998  | Leocorno | Uir        |        |
| 16 agosto 1998 | Leocorno | Agnes      |        |
| 2 luglio 2003  | Aquila   | Altoprato  |        |
| 16 agosto 2004 | Leocorno | Donnaiuolo | scosso |

## Presenze al Palio di Asti
| Palio            | Rione, Borgo, Comune           | Cavallo                      | Piazzamento                   | Note |
| ---------------- | ------------------------------ | ---------------------------- | ----------------------------- | ---- |
| 1991             | Comune di San Damiano          |                              | Eliminato in batteria         |      |
| 1992             | Comune di Castell'Alfero       | Sigeri                       | Eliminato in batteria         |      |
| 1993             | Borgo Viatosto                 |                              | 6º                            |      |
| 1994             | Borgo Viatosto                 |                              | 5º (Coccarda)                 |      |
| 1995             | Borgo Viatosto                 |                              | 2º (Borsa di monete)          |      |
| 1996             | Borgo Viatosto                 |                              | 7º                            |      |
| 1997             | Borgo Santa Maria Nuova        |                              | 8º                            |      |
| 1998             | Borgo Santa Maria Nuova        |                              | Eliminato in batteria         |      |
| 1999             | Borgo Santa Maria Nuova        | Gay Timex                    | Eliminato in batteria         |      |
| 2000 (Giubileo)  | Borgo Santa Maria Nuova        |                              | 2º                            |      |
| 2000 (Ordinario) | Borgo Santa Maria Nuova        | Guera                        | 1º                            |      |
| 2001             | Borgo Santa Maria Nuova        |                              | Eliminato in batteria         |      |
| 2002             | Borgo Tanaro Trincere Torrazzo | Soprano (Doctor Glass)       | 1º                            |      |
| 2003             | Borgo Tanaro Trincere Torrazzo | Soprano (Doctor Glass)       | Squalificato per scorrettezze |      |
| 2006             | Comune di San Damiano          | Colline Alfieri              | Eliminato in batteria         |      |
| 2007             | Rione San Paolo                | Melodia (Palla Avvelenata)   | 3º (Speroni)                  |      |
| 2008             | Comune di Montechiaro          | Salto della quaglia (scosso) | Eliminato in batteria         |      |
| 2009             | Rione San Silvestro            | Stapanabuta                  | 4º (Gallo vivo)               |      |
| 2010             | Comune di Baldichieri          | Ave fenix                    | 8º                            |      |
| 2011             | Comune di Baldichieri          | Sensa Sagrin                 | 6º                            |      |
| 2012             | Comune di Baldichieri          |                              | 3º (Speroni)                  |      |
| 2013             | Comune di Baldichieri          |                              | 9º (Acciuga)                  |      |
| 2014             | Comune di Montechiaro          |                              | 7°                            |      |
| 2015             | Borgo Santa Maria Nuova        | Cà Vittoria                  | 2° (Borsa di monete)          |      |
| 2016             | Borgo Santa Maria Nuova        | Cà Vittoria                  | 3º (Speroni)                  |      |
| 2017             | Borgo Santa Maria Nuova        | Quisario                     | eliminato in batteria         |      |

## Presenze al Palio di Fucecchio
| Palio          | Contrada    | Cavallo        | Piazzamento        | Note                |
| -------------- | ----------- | -------------- | ------------------ | ------------------- |
| 10 giugno 2001 | Sant’Andrea | Jot Wog        | Accede alla Finale | Palio Non Assegnato |
| 9 giugno 2002  | Sant’Andrea | Risky Business | 4°                 |                     |
| 8 giugno 2003  | Sant’Andrea | Gangelis       | 6°                 |                     |

## Vittorie
- Palio di Asti: 2 vittorie (2000, 2002)
- Palio di Bientina: 3 vittorie (2004, 2006, 2007)
- Palio di Feltre: una vittoria (2006)
- Palio di Legnano: 3 vittorie (1994, 1998, 1999)
- Palio di San Vincenzo: 1 vittoria (1997)
- Torneo Equestre del Monferrato: 4 vittorie (1991, 1994, 2000, 2001)
- Palio di San Pietro (Abbiategrasso): 1 vittoria (2011)